# 矛嘴翼龍屬
矛嘴翼龍（Doratorhynchus）可能是屬於神龍翼龍超科，頸部的脊椎化石是由理察德·歐文於英國Purbeck石灰岩層發現的，後來被確認為翼龍目，並在1870年被命名為翼手龍屬的Pterodactylus validus。但是發現的更多零散化石（包括與翅膀相連的趾骨），曾被歸類於矛嘴翼龍，但後來確認屬於其他屬，包括鳥掌翼龍（Newton 1888）與鵝喙翼龍（Owen 1870）。現在把矛嘴翼龍分類為神龍翼龍超科，但是這樣的分類還沒有確定。矛嘴翼龍的化石發現於侏儸紀與白堊紀地層的交界處。

## 外部連結
- The Pterosaur Database （页面存档备份，存于）